# Terrasse-Vaudreuil
Terrasse-Vaudreuil est une municipalité québécoise située sur l'île Perrot, à l'ouest de Montréal. Avec un territoire de 1,21 km2 et 1 887 habitants, il s'agit de la plus petite municipalité de l'île en termes de superficie et de population. Elle est incluse dans la municipalité régionale de comté de Vaudreuil-Soulanges, dans la région administrative de la Montérégie.

## Toponymie
Le toponyme « terrasse » fait référence à sa position géographique avec vue sur le lac des Deux Montagnes. « Vaudreuil » honore Philippe de Rigaud de Vaudreuil, seigneur de Vaudreuil, située sur l'autre rive de l'Outaouais, et gouverneur de la Nouvelle-France.

## Histoire
En Nouvelle-France en 1672, l'intendant Jean Talon concède la seigneurie de l'Île-Perrot à François-Marie Perrot, gouverneur de Montréal. Au début du XXe siècle, les lieux sont occupés par une vaste poudrière. En 1945, dans la partie nord-ouest de la municipalité de paroisse de Notre-Dame-de-l'Île-Perrot, des promoteurs dont Alphonse Girouard, procèdent à la subdivision de 80 terrains pour la construction de résidences d’été et de résidences permanentes. Le développement se fait rapidement. Ainsi, en 1948, alors que 250 maisons sont déjà construites et qu'un magasin général, une école, une gare et un bureau de poste désigné comme Terrasse-Vaudreuil, s'implantent sur le territoire. 
La municipalité de Terrasse-Vaudreuil est constituée le 1er janvier 1952 par détachement de la municipalité de Notre-Dame-de-l'Île-Perrot. En 1954, la paroisse catholique de Notre-Dame-de-la-Protection est érigée canoniquement et civilement.
Les premières industries s'implantent à la fin des années 1950. Les réseaux d’aqueduc et d’égout sont installés en 1962. L'autoroute 20 est ouverte à la circulation en 1965. En raison de l'indisponibilité de terrains à développer, le développement urbain a grandement ralenti depuis les années 2000.
En ce qui a trait au gentilé de la municipalité de Terrasse-Vaudreuil, il est constaté en 2021, qu'aucune demande n’avait jamais été déposée à la Commission de toponymie du Québec depuis la fondation de la ville en 1952. La municipalité de Terrasse-Vaudreuil autorise donc un comité composé de sept citoyens à sonder la population dans le but de proposer un nom au conseil municipal qui en ferait ensuite l’adoption. Ce processus de réflexion et de consultation de longue haleine est filmé par Csur la télé, la télévision communautaire de Vaudreuil-Soulanges, et intégré au documentaire La Face cachée de l'île qui a été dévoilé au public lors de la Grande tablée le 20 août 2022. À l'occasion de son 70e anniversaire, la population de Terrasse-Vaudreuil s'est offert un gentilé : Terrassois et Terrassoise.

## Géographie

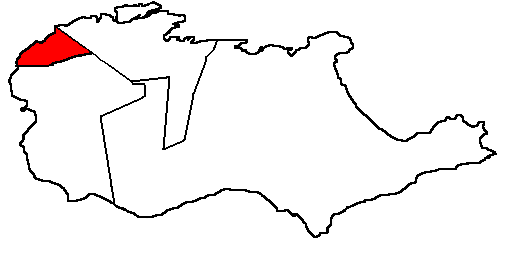
Localisation de Terrasse-Vaudreuil au sein de l'île Perrot.

Terrasse-Vaudreuil est située au nord-ouest de l'île Perrot, dans le Suroît. Son territoire est borné à l'ouest par la rivière des Outaouais, au nord par le lac des Deux Montagnes, à l'est par la ville de L'Île-Perrot et au sud par Pincourt. Sur la rive opposée de l'Outaouais se trouve Vaudreuil-Dorion, chef-lieu de la MRC. Le territoire couvre une superficie totale de 1,21 km2, dont 1,08 km2 en terres,. Terrasse-Vaudreuil se trouve à une altitude de 24 m avec une pente montante vers le nord-est jusqu'à 35 m.

## Démographie
| 1986  | 1991  | 1996  | 2001  | 2006  | 2011  | 2016  | 2021  |
| ----- | ----- | ----- | ----- | ----- | ----- | ----- | ----- |
| 1 665 | 1 744 | 1 977 | 2 047 | 1 985 | 1 971 | 1 986 | 1 887 |

Après avoir vu sa population diminuer dans la précédente décennie, Terrasse-Vaudreuil voit le nombre de ses citoyens augmenter de nouveau.

## Administration
Le conseil municipal comprend le maire et six conseillers. Les élections municipales ont lieu tous les quatre ans en bloc, sans division territoriale. La langue officielle de la Ville de Terrasse-Vaudreuil est le français. Le maire actuel est Michel Bourdeau, réélu sans opposition à l'élection municipale de 2017. Seule l'Équipe Michel Bourdeau présente une liste électorale. Celle-ci obtient la mairie et quatre des six conseillers. Des candidatures indépendantes complètent le conseil municipal. On note également le retour de femmes au conseil municipal.
| Années                                                                                 | Maire               | Résultats |
| -------------------------------------------------------------------------------------- | ------------------- | --------- |
| 1952-1963                                                                              | Donat Bouthillier   | -         |
| 1963-1966                                                                              | Gérard Martin       | -         |
| 1966-1975                                                                              | Donat Bouthillier   | -         |
| 1975-1988                                                                              | Ronald Bourdeau     | -         |
| 1989-1998                                                                              | Paul-Émile Lamarche | -         |
| 1998-2002                                                                              | Bernard Renaud      | -         |
| 2002-2005                                                                              | Bernard Renaud      | Voir      |
| 2005-2009                                                                              | André Reynolds      | Voir      |
| 2009-2013                                                                              | Manon Trudel        | Voir      |
| 2013-2017                                                                              | Michel Bourdeau     | Voir      |
| 2017-2021                                                                              | Michel Bourdeau     | Voir      |
| 2021-                                                                                  | Michel Bourdeau     | Voir      |
| Depuis 2005, les élections sont simultanées dans toutes les municipalités québécoises. |                     |           |

|             | 2005-2009                                                                                               | 2009-2013 | 2013-2017                                                                                                | 2017-2021                                                                                            | 2021-2025                                                                                       |
| Maire       | André Reynolds                                                                                          | Manon Trudel | Michel Bourdeau                                                                                          | Michel Bourdeau                                                                                      | Michel Bourdeau                                                                                 |
| Conseillers | Penny Boulianne Michel Bourdeau Yves Charlebois Suzanne Claveau Ferreira Marlène Lapointe André Lavigne | Isabelle Boulay* Penny Boulianne Michel Bourdeau** André Lavigne* Jean-Pierre Brazeau** Yves Charlebois Valerie Kirkman Marlène Lapointe | David Beauregard-Paquin Jean-Pierre Brazeau Roger D'Antonio Guy Jodoin Julien Leclerc Yves de Repentigny | Jean-Pierre Brazeau Audrey Dépault Julien Leclerc Nathalie Perreault Yves de Repentigny Jimmy Robert | Isabelle Boulay Cheryl Brazeau Ian Gray Nathalie Perreault Julien Leclerc Josée Paquette-Bougie |

* Élu au début du terme mais ayant quitté avant la fin du terme. ** Non élu au début du terme mais en cours de terme.
Au niveau supra-local, la municipalité de Terrasse-Vaudreuil est rattachée à la MRC de Vaudreuil-Soulanges et fait également partie du territoire de la Communauté métropolitaine de Montréal. Statistique Canada l'inclut également dans la région métropolitaine de Montréal. Aux fins de représentation politique nationale, Terrasse-Vaudreuil fait partie de la circonscription électorale de Vaudreuil à l'Assemblée nationale du Québec et à la circonscription de Vaudreuil-Soulanges à la Chambre des communes du Canada.

## Urbanisme
La municipalité de Terrasse-Vaudreuil est enclavée entre la baie de Vaudreuil et quatre voies ferrées, soit les lignes continentales du Canadien National et du Canadien Pacifique. Elle est desservie par l'autoroute 20 et un échangeur donnant sur la ville voisine de Pincourt. Depuis cet échangeur, le pont Taschereau franchit la rivière des Outaouais et relie l'île Perrot à Vaudreuil-Dorion. Un chemin riverain du lac des Deux Montagnes relie Terrasse-Vaudreuil à la ville de L'Île-Perrot. La municipalité demande depuis longtemps l'aménagement d'un viaduc permettant de traverser les voies ferrées de manière sécuritaire, notamment en situation d'urgence.

## Société
Le pavillon Ronald Bourdeau loge une douzaine de ménages dans des logements à loyer modique.

## Éducation
Le Centre de services scolaire des Trois-Lacs (anciennement la Commission scolaire des Trois-Lacs) est responsable de l'organisation des écoles francophones :
- L'École José-Maria, située sur le territoire de la municipalité.

La Commission scolaire Lester-B.-Pearson est responsable de l'organisation des écoles anglophones :
- L'École primaire Edgewater et l'École primaire St. Patrick, situées à Pincourt[24].